# Osnówka-Wyręby
Osnówka-Wyręby [ɔsˈnufka vɨˈrɛmbɨ] est un village polonais de la gmina de Perlejewo dans le powiat de Siemiatycze et dans la voïvodie de Podlachie.